# Marysia Portinari
Marysia Portinari Greggio (ur. 14 marca 1937 w Araçatuba, São Paulo, Brazylia) – brazylijska artystka malarka, rysowniczka, grawerka i rzeźbiarka.

## Życiorys
Ukończyła kurs rysunku i malarstwa u Waldemara da Costy oraz historię sztuki u Flávio Moty w Museu de Arte de São Paulo. W tym samym czasie kontynuowała praktykę u swojego wuja Candido Portinari w Rio de Janeiro w latach pięćdziesiątych. W 1959 namalowała mural na gmachu firmy ubezpieczeń powszechnych Lloyd w São Paulo. W 1963 otrzymała nagrodę dla "najlepszego Malarza Roku" przyznany przez TV Excelsior, a później przez Press Association w São Paulo w 1971. Marysia Portinari była prezydentem Klubu Artystów i Przyjaciół Sztuki "Clubhouse" w 1974. W 2008 ukazała się biograficzna książka Życie i twórczość Marysi Portinari: wynalazek pamięci z tekstem krytyka sztuki Jakoba Klintowitza.
Brała udział w licznych wystawach zbiorowych i indywidualnych w Brazylii i za granicą m.in.: Portugalia, Hiszpania, Francja, Włochy, Stany Zjednoczone, Meksyk, Argentyna.

## Wystawy

### Indywidualne
- 1962 - Salvador - MAM/BA, curadoria de Pietro Maria Bardi
- 1962 - Ribeirão Preto – apresentação de Malba Tahan
- 1964 - São Paulo - Galeria Seta
- 1965 - Washington D.C. (Estados Unidos) no USIS
- 1965 - Cidade do México (México)
- 1966 - São Paulo - Galeria Brasileira de Arte
- 1976 - São Paulo - Retrospectiva, na Galeria Alberto Bonfiglioli
- 1978 - São Paulo - Documenta Galeria de Arte
- 1978 - Santos - Galeria Stella Maris
- 1988 - São Paulo - Galeria de Arte Portal
- 1989 - São Paulo - Galeria Solarium
- 1989 - São Paulo - Galeria Selearte
- 1989 - São Paulo – Galeria EspaçoArte
- 1990 - São Paulo - Museu Banespa
- 1991 - São Paulo - Sede do Banco Crefisul
- 1992 - São Paulo - Museu Banespa
- 1994 - São Paulo - Renot Galeria de Arte
- 1995 - Banco Real
- 2000 - Arts de France - "Poupées Habillables"
- 2000 - Espace Jemmapes em Paris
- 1996 – Londrina – Galeria Bahiarte
- 2000 – Arts de France
- 2002 – Natal – Museu Palácio do Governo
- 2008 – São Paulo – Espaço Cultural Santander
- 2008 – São Paulo – MuBE – curadoria de Jacob Klintowitz
- 2011 - Brasilia - Espaço Cultural Zumbi dos Palmares - Camara Federal - "Retalhos de fantasias"[3]

### Zbiorowe
- 1957 - São Paulo - Coletiva com Volpi, Rebolo, Clóvis Graciano, Pancetti e outros, na Galeria Prestes Maia
- 1958 - São Paulo - Salão do Retrato Moderno
- 1961 - São Paulo - Coletiva com De Fiori, Guignard, Tarsila e Segall, na Casa do Artista Plástico
- 1962 - São Paulo - Salão Paulista de Arte Moderna - premiada
- 1973 - São Paulo - Coletiva, na Galeria Azulão
- 1986 - São Paulo - Coletiva, no CCSP
- 1987 - Curitiba - Coletiva, na Galeria Ufizzi
- 1989 - São Paulo - Galeria Atrium
- 1995 - São Paulo - Projeto Arte Atual Brasil, no Renato Magalhães Gouvêa Escritório de Arte
- 2004 – São Paulo – Comemoração 450 anos, organizada por Radha Abramo, Sesc Pompéia.